# Park Ji-yoon
Park Ji-yoon (Hangul: 박지윤 Hanja: 朴志胤; sinh ngày 3 tháng 1 năm 1982) là một ca sĩ nhạc pop, diễn viên và người mẫu Hàn Quốc. Cô ra mắt lần đầu tiên trong vai trò là người mẫu của hãng Haitai ở tuổi 13. Cô nhận bằng cử nhân Đại học Kyunghee về Âm nhạc Hậu hiện đại, và có bằng thạc sỹ của Đại học Kyunghee về Giải trí và Văn hoá.

## Sự nghiệp
Sau khi ra mắt như một người mẫu thương mại ở tuổi 13, Park đã phát hành album phòng thu đầu tiên vào năm 1997, với tiêu đề Skyblue Dream. Bài hit "sắc thiên thanh Dream" (Hangul: 하늘색 꿈; RR: Haneulsaek Kkum) từ album đầu tay của cô, "Lễ trưởng thành" (Hangul: 성인식; RR: Seonginshik) từ album full-length thứ tư của mình, và "Tôi là một người đàn ông" (Hangul: 난 남자 야, RR: Nan Namjaya) từ Man, đã nhận được rất nhiều tình cảm từ người hâm mộ.
Tuy nhiên, do sự khác biệt sáng tạo, Park đã rời khỏi JYP Entertainment sau album phòng thu thứ sáu Woo ~ Twenty One; cô cảm thấy rằng thay vì thể hiện bản thân mình như một nghệ sĩ, cô đã bị điều khiển bởi nhà sản xuất Park Jin-young. Park sau đó đã nghỉ giải lao kéo dài từ ca hát và bước vào lĩnh vực phim ảnh và âm nhạc.
Sáu năm sau, Park trở lại với album phòng thu thứ 7, Flower, Again lần đầu tiên. Để lại hình ảnh gợi cảm của cô từ "Lễ Trưởng Thành" (Coming-of-Age Ceremony), Park đã cố gắng đưa những kinh nghiệm của cô vào những năm 20 của cô trong album này, [3] viết ba bài hát trên đó [5] và có đầu vào sáng tạo để sản xuất album cũng như cung cấp nhiếp ảnh của riêng mình cho thiết kế album. [6] Cô trở lại của cô với ca khúc "In Memory Fading của tôi" (Hangul: 바래 진 기억 에; RR: Baraejin Kieoge) trên MBC's Show! Music Core và SBS 's Inkigayo. [7] Bài hát được viết và sản xuất bởi Kim Yong-rin từ Dear Cloud.
Album phòng thu thứ tám của Park, Tree of Life được phát hành vào ngày 16 tháng 2 năm 2012. Nhận được những đánh giá tích cực, Park đã hợp tác lại với Kim Yong-rin. Cô cũng làm việc với Jung Jun-il của Mate, và Kwon Soon-kwan của No Reply. Park đã viết rất nhiều ca khúc trong album này; "Tại thời điểm đó" (Hangul: 그땐; RR: Geuddaen), "Chiều" (Hangul: 오후; RR: Ohu), "The Road to You" (Hangul: 너 에게 가는 길; RR: Neoege Ganeun Gil), "Star" (Hangul: 별; RR: Byeol), và "Giấc mơ êm đềm". [9] Cũng như công việc trước đây của mình, Park đã đóng góp nghệ thuật thông qua các nhiếp ảnh trên Cây của sự sống, cộng tác trên album nghệ thuật một lần nữa với chị gái của mình, người là một nhà thiết kế đồ họa. [10] Bài hát "Con đường bạn" được trình chiếu trên trailer của Hàn Quốc cho bộ phim Hollywood, My Week với Marilyn với sự tham gia của Michelle Williams.
Park tham gia công ty giải trí Mystic89 và bắt đầu quay trở lại vào cuối tháng 10 năm 2013. Đĩa đơn đầu tiên của cô được phát hành thông qua Mystic89 là Mr., được sản xuất bởi Primary và "Witness" do Yoon Jong-shin sản xuất. [12] Mystic89 và Park dự định phát hành một số mini album, cộng tác với các nhà sản xuất và nhà văn hàng đầu. Âm nhạc sẽ là một sự pha trộn khác nhau của một vài thể loại. [13] Album mới của cô là Mystic company đã thành công về mặt thương mại. Bài hát chủ đề xếp hạng # 1 trên bảng xếp hạng phát hành nhạc Hàn Quốc như Naver Music và Daum Music khi nó được phát hành.
Sau mini-album với công ty Mystic, Park đã trở lại với "Park Ji Yoon Creative" của riêng mình để tập trung nhiều hơn vào sự nghiệp của mình như là một nhạc sĩ thay vì là một ca sĩ nhảy múa. Cô đã phát hành album thứ chín "Park Ji Yoon 9" vào ngày 2 tháng 3 năm 2017. Album chứa 10 ca khúc, 8 ca khúc được soạn bởi bản thân cô. Album này phù hợp với album thứ bảy và thứ tám của cô và sử dụng các nhạc cụ cổ điển.

## Danh sách đĩa hát
- Giấc mơ bầu trời xanh (1997)
- Thiên thần xanh (1998)
- Thời đại không phải là không có gì nhưng một con số (1999)
- Lễ Trưởng Thành (2000)
- người đàn ông (2002)
- Woo~ Twenty One (2003)
- Hoa, lần nữa lần đầu tiên (2009)
- Cây của  sự sống (2012)
- Mr (năm 2013)
- Không gian nội bộ (2014)
- Tiếng bíp (2014)
- Yoo Hoo (2014)
- O (오) (2016)
- Parkjiyoon9 (2017)

## Phim ảnh
- Bí ẩn trong nhà hát (2007) [大剧院]
- Gia đình rắc rối (tập đầu 2012) (tập cuối 2013)
- Phi thiên thần ký (2016)

## Giải thưởng
- Giải Âm nhạc châu Á Mnet cho Nữ nghệ sĩ xuất sắc nhất (2000)
- Giải Đĩa Vàng - Hạng mục Ca khúc (2000)
- Giải Đĩa Vàng - Giải Video âm nhạc được yêu thích (2002)